# Тейлор, Катберт
Уи́льям Ка́тберт Те́йлор (англ. William Cuthbert Taylor; 11 декабря 1909, Мертир-Тидвил — 15 ноября 1977, там же) — британский валлийский боксёр, представитель легчайшей и наилегчайшей весовых категорий. В конце 1920-х годов выступал за сборную Великобритании по боксу, чемпион национального первенства, участник летних Олимпийских игр в Амстердаме. В период 1928—1947 годов боксировал на профессиональном уровне, владел титулом чемпиона Уэльса в легчайшем весе.

## Биография
Катберт Тейлор родился 11 декабря 1909 года в городе Мертир-Тидвил, Уэльс. Его отец был чернокожим англичанином карибского происхождения, а мать — валлийкой. Начинал заниматься боксом в Кардиффе, в зале, расположенном в районе Габалфа.

### Любительская карьера
Впервые заявил о себе на серьёзных соревнованиях в возрасте восемнадцати лет в 1928 году, когда одержал победу на чемпионате Великобритании в Лондоне в зачёте наилегчайшей весовой категории, в том числе выиграл в финале у англичанина Гарри Конноли. Благодаря этой победе вошёл в основной состав британской национальной сборной и удостоился права защищать честь страны на летних Олимпийских играх в Амстердаме — стал третьим чернокожим британским олимпийцем после бегунов Харри Эдварда и Джека Лондона. На Играх выиграл стартовый поединок наилегчайшего веса у аргентинца Хуана Хосе Трильо, но затем на стадии четвертьфиналов потерпел поражение от француза Армана Апелля, который в итоге стал серебряным призёром.

### Профессиональная карьера
Вскоре после амстердамской Олимпиады Тейлор успешно дебютировал на профессиональном уровне. Уже во втором своём поединке встретился с будущим чемпионом мира из Англии Джеки Брауном — их противостояние продлилось все 15 раундов, и судьями была зафиксирована ничья. Выходил на ринг против таких известных боксёров как Луд Абелла и Финис Джон, в зале Национального спортивного клуба Лондона встречался с Бертом Кёрби, проиграв ему пятнадцатираундовый бой по очкам.
В 1929 году поднялся в легчайшую весовую категорию и завоевал титул чемпиона Уэльса, выиграв судейским решением у Дэна Дандо. Тем не менее, оставался чемпионом не долго, уже через месяц уступил свой чемпионский пояс Финису Джону. Позже ещё дважды становился претендентом на этот титул, однако обе попытки оказались неудачными. В течение довольно долгого времени считался одним из сильнейших британских боксёров своего веса, однако побороться за титул чемпиона Великобритании ему так и не удалось, так как существовало правило, запрещавшее претендовать на этот титул небелым спортсменам.
Впоследствии ещё в течение многих лет продолжал выступать на британских рингах, оставаясь действующим боксёром вплоть до 1947 года. В общей сложности провёл на профессиональном уровне 246 боёв, из них 151 выиграл, 68 проиграл, в 22 случаях была зафиксирована ничья. Примечательно, что за всю свою длинную карьеру он был нокаутирован лишь один раз, это произошло в 1932 году на стадионе «Селхерст Парк» в бою против Томми Хайемса.
Умер 15 ноября 1977 года в Мертир-Тидвил.